# Kornel Ujejski

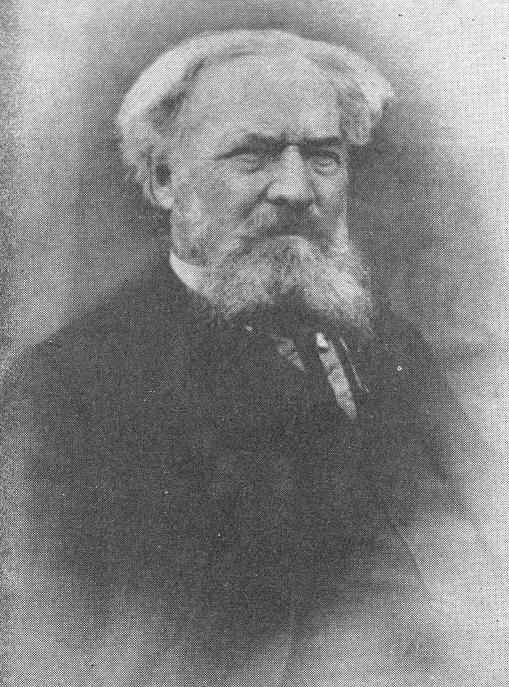
Kornel Ujejski

Kornel Ujejski, född 12 september 1823 i Beremian, Podolien, död 19 september 1897 i Pavliv nära Lwów, var en polsk skald. 
Ujejski tvingades efter den misslyckade resningen att 1863 fly till utlandet, men återkom till Galizien och invaldes 1876 i österrikiska herrehuset. Hans första diktsamling, Skargi Jeremiego (Jeremias klagovisor, 1847) inspirerades genom den blodiga bonderevolten i Galizien 1846, och den däri inlagda koralen Z dymempožarów (Från mordbrändernas rök) blev en polsk nationalhymn. Härpå följde den lyriska samlingen Zwiędłe lisćie (Vissna löv; 1849). Större poetiskt värde har den antika poetiska berättelsen Marathon. 
Bekantskapen med Juliusz Słowacki i Paris 1847 alstrade Pieśni Salomona (Salomos visor). Diktcykeln Melodye Biblijne (1852; "Bibliska melodier", svensk översättning av Alfred Jensen i "Polska skalder", I, 1896) innehåller en allegorisk framställning av judarnas passionshistoria med anspelning på Polen, Hans Tlomaczenia Szopena var ett djärvt försök att i ord återge några av Frédéric Chopins sonater, preludier och mazurkor. Ujejskis samlade dikter utgavs 1857 i Sankt Petersburg och 1866 i Leipzig (andra upplagan 1894).